# 寫樂
寫樂鋼筆株式会社（日語：セーラー万年筆株式会社，銘柄名：セーラー万年筆）是一家以文具為中心的製造商。在東京證券交易所上市（7992 （页面存档备份，存于））。

## 概要
1911年（明治44年）2月，阪田久五郎在廣島縣呉市創立了「阪田製作所」。 
1932年（昭和7年）8月成立「株式会社セーラー万年筆阪田製作所」。此後，經過幾次更名，現在已經成為現在的公司。
1952年（昭和27年）公司總部從呉市遷移到東京，但在69年後，2021年（令和3年）4月，將註冊登記上的總公司或主要辦事處所在地搬回到了創始地呉市。